# Vohitsaoka
Vohitsaoka est une commune rurale malgache située dans la partie sud-est de la région de la Haute Matsiatra.